# アブドゥル・カーター
アブドゥル・ジャバー・カーター（Abdul Jabar Carter）は、アメリカ合衆国ペンシルベニア州フィラデルフィア出身のアメリカンフットボール選手。ポジションはディフェンシブエンド。

## 経歴

### ハイスクール
高校4年目のシーズンに78タックル、10サックを記録した。
主要サイトから4つ星評価を受け、ペンシルベニア州立大学へ進学した。他にはサウスカロライナ大学、ミシシッピ大学からオファーを受けていた。

### カレッジ
1年目の2022年シーズンは13試合に出場して56タックル、6.5サックを記録した。
2024年シーズンは16試合に出場して68タックル、12サックを記録し、ビッグ10カンファレンスの最優秀守備選手賞を受賞した。シーズン終了後、2025年のNFLドラフトにアーリーエントリーした。

#### 個人成績
| シーズン | チーム        | 試合 | 試合 | タックル | タックル | タックル  | タックル | ファンブル | ファンブル | ファンブル | ファンブル | インターセプト | インターセプト | インターセプト | インターセプト |
| シーズン | チーム        | 試合 | 先発 | 合計     | ソロ     | アシ スト | サック   | FF         | FR         | ヤード     | TD         | Int            | ヤード         | TD             | PD             |
| -------- | ------------- | ---- | ---- | -------- | -------- | --------- | -------- | ---------- | ---------- | ---------- | ---------- | -------------- | -------------- | -------------- | -------------- |
| 2022     | ペン ステート | 13   | 6    | 56       | 36       | 20        | 6.5      | 2          | 0          | 0          | 0          | 0              | 0              | 0              | 4              |
| 2023     | ペン ステート | 13   | 13   | 48       | 25       | 23        | 4.5      | 1          | 0          | 0          | 0          | 1              | 18             | 0              | 5              |
| 2024     | ペン ステート | 16   | 16   | 68       | 43       | 25        | 12.0     | 2          | 0          | 0          | 0          | 0              | 0              | 0              | 4              |
| 通算     | 通算          | 39   | 39   | 172      | 104      | 68        | 23.0     | 5          | 0          | 0          | 0          | 1              | 18             | 0              | 13             |

## 人物
2024年4月に無断駐車していた自身の車両をレッカー移動され、レッカー車の運転手に暴行を加えたとして軽犯罪で起訴された。